# ハーバード大学天文台

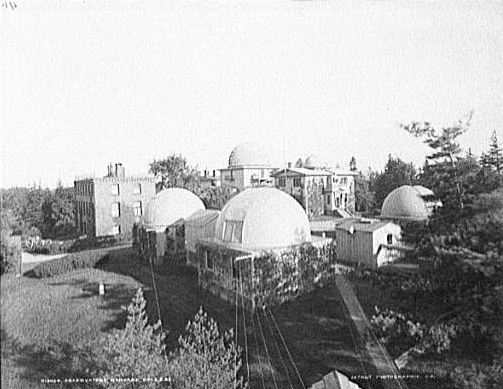
1900年頃に撮影されたハーバード大学天文台

ハーバード大学天文台（ハーバードだいがくてんもんだい、HCO; Harvard College Observatory）は、ハーバード大学天文学部が所有する天文観測用の建設物および研究装置を管理する研究所である。
ハーバード大学天文台はアメリカのマサチューセッツ州ケンブリッジに位置し、1839年に設立された。
スミソニアン天体物理観測所とともにハーバード・スミソニアン天体物理学センターを構成している。

## 歴史
1839年に、ハーバード大学はウィリアム・クランチ・ボンドを無給ではあるが大学の天体観測者（"Astronomical Observer to the University" ）に任命した。大学天文台の建設が決まり、1847年に15インチの望遠鏡が設置された。
1847年から1852年の間、ボンドと、天文写真のパイオニアであるジョン・アダムス・ウィップルは、大屈折望遠鏡を使って、月面写真の撮影を行った。この望遠鏡は当時、アメリカで最大の口径の望遠鏡で、彼らの月面写真はロンドンの万国博覧会で展示され、賞を受賞した。1850年7月16日の夜、初めて恒星、ヴェガの天体写真を撮影した。

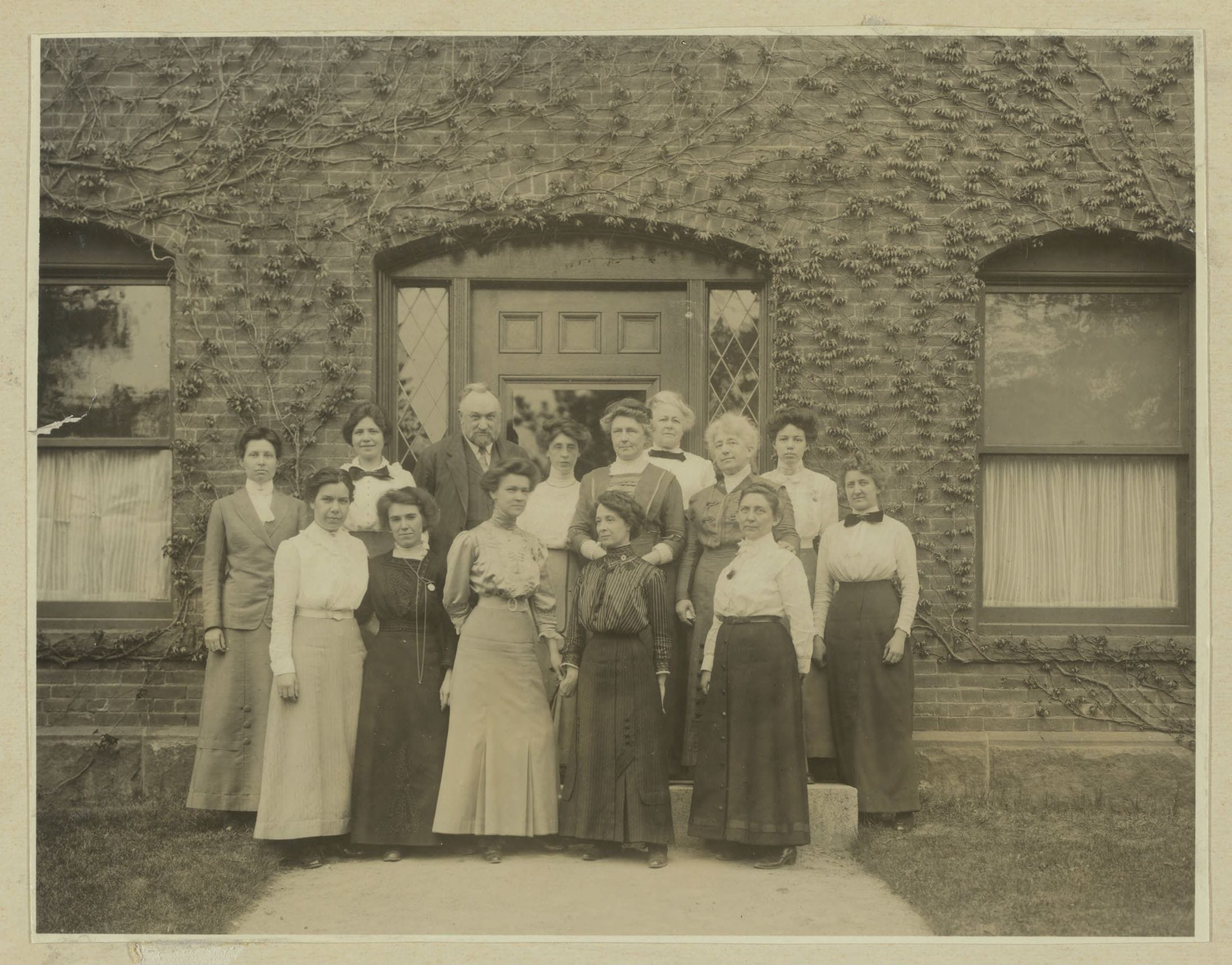
ハーバード大学天文台で働いた女性たちの写真（1913年）
後列左側から3人目が彼女たちの上司で天文台長であったエドワード・ピッカリング

ハーバード大学天文台は、天文学の歴史的に重要な恒星のスペクトルで分類した星表を作成した。この仕事には、アニー・ジャンプ・キャノン、ヘンリエッタ・スワン・リービット、セシリア・ペイン＝ガポーシュキンら多くの女性天文学者が参加した。キャノンとリービットは、恒星写真を調べる計算手として雇われたが、後に独自の研究を行った。
1908年に、は視等級6.5等星よりも明るい恒星の星表、輝星星表を発表し、これはイェール輝星星表（Yale Bright Star Catalogue）として改訂が続けられた。